# ژنزوو
ژنزوو (به لهستانی:  Rzędzów) یک روستا در لهستان است که در گمینا توراوا واقع شده‌است. ژنزوو ۳۱۲ نفر جمعیت دارد.